# Picassent
Picassent (Spanisch: Picasent) ist eine Gemeinde in der spanischen Provinz Valencia. Sie befindet sich in der Comarca Huerta Sur. Ursprünglich war die Hauptwirtschaftsaktivität der Stadt die Landwirtschaft, aber in den letzten zwanzig Jahren entwickelte Picassent zwei Industriegebiete neben dem Stadtzentrum. Die ausgezeichneten Verkehrsverbindungen und die Entfernung zur Hauptstadt Valencia haben Picassent in einen idealen Standort für die Arbeitnehmer der Stadt verwandelt, die jeden Tag pendeln.

## Geografie
Das Gemeindegebiet von Picassent grenzt an die folgenden Gemeinden: Alcàsser, Alfarp, Almussafes, Benifaió, Llombai, Montserrat, Silla und Torrent, die alle in der Provinz Valencia liegen.

## Geschichte
In seinem Gemeindegebiet gibt es Überreste aus der Bronzezeit (Molló de l'Almud und Avenc de l'Àguila) und aus der Römerzeit (Mas dels Foressos). Sowohl das Dorf als auch seine Weiler Ninyerola und Espioca, in dem ein Turm aus der islamischen Zeit erhalten ist, waren ursprünglich muslimische Gehöfte. Ursprünglich ein agrarisches Dorf ist die Bevölkerung der Gemeinde mit dem Wachstum der Metropolregion von Valencia stark expandiert.

## Demografie
| 1857  | 1887  | 1900  | 1910  | 1920  | 1930  | 1940  | 1950  | 1960  | 1970   | 1981   | 1991   | 1996   | 2001   | 2006   | 2013   |
| ----- | ----- | ----- | ----- | ----- | ----- | ----- | ----- | ----- | ------ | ------ | ------ | ------ | ------ | ------ | ------ |
| 2.643 | 3.313 | 4.052 | 4.500 | 4.898 | 5.322 | 6.007 | 6.974 | 8.433 | 11.143 | 13.691 | 14.604 | 15.438 | 16.333 | 17.848 | 20.420 |